# Ziemaki (Varmie-Mazurie)
Pour les articles homonymes, voir Ziemaki.
Ziemaki est un village polonais de la voïvodie de Varmie-Mazurie, dans le powiat d'Ostróda.